# Nimrod (album)
Nimrod je páté řadové album kalifornské kapely Green Day. Vydáno bylo 14. října 1997 a jeho délka je přibližně 50 minut.
Album vyšlo 2 roky po CD Insomniac. Obsahuje rychlé punkové písně (Reject, Platypus (I Hate You), Jinx), pomalejší pop rock (Redundant, Walking Alone, Worry Rock), ska punk (King for a Day), surf rock (Last Ride In), hardcore punk (Take Back) a akustickou baladu Good Riddance (Time of Your Life).

## Seznam skladeb
1. Nice Guys Finish Last
2. Hitchin' a Ride
3. The Grouch
4. Redundant
5. Scattered
6. All the Time
7. Worry Rock
8. Platypus (I Hate You)
9. Uptight
10. Last Ride In (Instrumentální)
11. Jinx
12. Haushinka
13. Walking Alone
14. Reject
15. Take Back
16. King for a Day
17. Good Riddance (Time of Your Life)
18. Prosthetic Head